# Státní znak Myanmaru
Státní znak Myanmaru je zároveň státní pečetí. Je tvořen červeným podkladem, na kterém je ve středu zlatá mapa země, obklopená dvěma zlatými, rýžovými stvoly se čtrnácti lístky. Okolo je tradiční, zlatá, květinová arabeska, strážená dvěma zlatými, mytickými lvy. V horní části je zlatá, pěticípá hvězda, v dolní zlatá, dvakrát přeložená stuha s názvem státu: ပြည်ထောင်စု သမ္မတ မြန်မာနိုင်ငံတော် (PYIDAUNZU THANMĂDA MYĂMA NAINNGANDAW) (česky Republika Myanmarský svaz).
Hvězda symbolizuje věčnou existenci svazu, lvi odvahu a rozhodnost a mapa s květinovou výzdobou myanmarskou kulturu.

## Historie
Po britsko-barmských válkách (1824–1826, 1852 a 1885–1886) a vzniku provincie Britská Barmy užívala země svůj znak. Bylo to v blíže neurčené době a existuje pouze jedno vyobrazení tohoto znaku z roku 1929. Tvořil ho stříbrný štít s pávem s rozevřeným ocasem v přirozených barvách. V červené hlavě štítu byl pak kráčející modrý lev. (není obrázek)
Od roku 1886 (po spojení Dolní a Horní Barmy) užívala provincie v rámci Britské Indie znak tvořený zlatým štítem s pávem s rozevřeným ocasem v přirozených barvách. (není obrázek)
1. dubna 1937 se stala Barma samostatnou kolonií a 9. února 1939 se stala vlajkou britské kolonie Barma britská služební vlajka (Blue Ensign) s místním vlajkovým emblémem (anglicky badge) ve vlající části. Emblém (nejde o znak) tvořilo žluté, kruhové pole s pávem s rozevřeným ocasem v přirozených barvách. Páv stál na tyrkysovém bidélku. Podobné zobrazení páva byla již na mincích, vydaných v roce 1852 za krále Mindona.
V první polovině roku 1942 byla Barma obsazena Japonskou armádou společně s dobrovolnickou Armádou nezávislosti Barmy, v červenci byla v zemi zavedena japonská vojenská správa. 1. srpna 1943 byl vyhlášen loutkový stát pod názvem Barmský stát. 7. června 1944 byla v barmských novinách uveřejněna nová vlajka, kterou schválil ministerský předseda a která měla uprostřed v bílém, kruhovém poli, ohraničeném zlatou konturou stylizovanou kresbu páva stejné barvy. Státní znak tvořila právě tato kresba z vlajky, která se vyskytovala i na tehdejších barmských bankovkách. Páv symbolizoval tradice barmské státnosti, zlatá barva páva ve stylizované verzi odkazovala na "Zlatou zemi" – tradiční název Barmy. (není obrázek)

Vlajka britské kolonie Barma (1939–1941, 1945–1948) Poměr stran: 1:2

24. září 1947 byla přijata ústava země a 4. ledna 1948 byla vyhlášena nezávislost země pod názvem Barmský svaz. Na nových státních symbolech nebyl, na doporučení zvláštní komise, použit symbol páva – ten byl vnímán jako monarchistický symbol a symbol Barmánců, ne však ostatních, v zemi žijících, národností. Státní znak (pečeť) tvořilo kruhové, červené pole s mapou jihovýchodní Asie: Barma bílá, ostatní pevnina světle modrá a moře tmavě modré. Kolem mapy byl červený, stříbrně lemovaný popruh se stříbrným nápisem "Jednota vede ke štěstí a blahobytu". Emblém strážili tři kamenní, mytičtí lvi (barmsky čintheje), jeden v horní části a dva po stranách. V dolní části byla dvakrát přeložená, oranžová, červeně podšitá stuha s názvem státu (Pyijtchaunsu Myanma Nainngandaw). Vše doplňoval (nahoře i dole) tradiční květinový motiv.
2. března 1962 proběhl v zemi státní převrat, v dubnu byla ohlášena cesta k socialismu a 4. ledna 1974 byla přijata nová ústava, která změnila název státu na Socialistická republika Barmský svaz a byly zavedeny nové státní symboly (kapitola XIV. články 190 a 191). Ve středu upraveného znaku bylo nově modré, kruhové pole s bílým ozubeným kolem se 14 zuby, přes které byla položena červená silueta barmské mapy. Kruhové pole bylo orámováno dvěma zlatými klasy. Strážní lvi jsou pouze po stranách a mají modrou barvu, horní byl nahrazen stříbrnou, pěticípou hvězdou. Stuha v dolní části byla červená a nesla nová název státu (Pyijtchaunsu Schoušelis Thamata Myanma Nainngandaw). Symbolika byla stejná jako na vlajce. Ozubené kolo symbolizovalo dělníky, klasy rolníky, zuby počet svazových států a oblastí, jejich jednotu a rovnoprávné postavení. Červená barva symbolizovala statečnost a odhodlání, modrá mír a pevnost a bílá čistotu a čestnost.
18. září 1988 došlo k vojenskému převratu a 23. září byl název země vrácen na Barmský svaz. 29. května 1989 bylo zavedeno oficiální mezinárodní označení Svaz Myanmar. Státní znak (pečeť) byla upravena 18. června: nově byl celý zlatý a ze stuhy byla vypuštěna slova socialistická republika – nově byl název státu Pyijtchaunsu Myanma Nainngandaw.

Barmský státní znak (1947–1974)
Barmský státní znak (1974–1989)
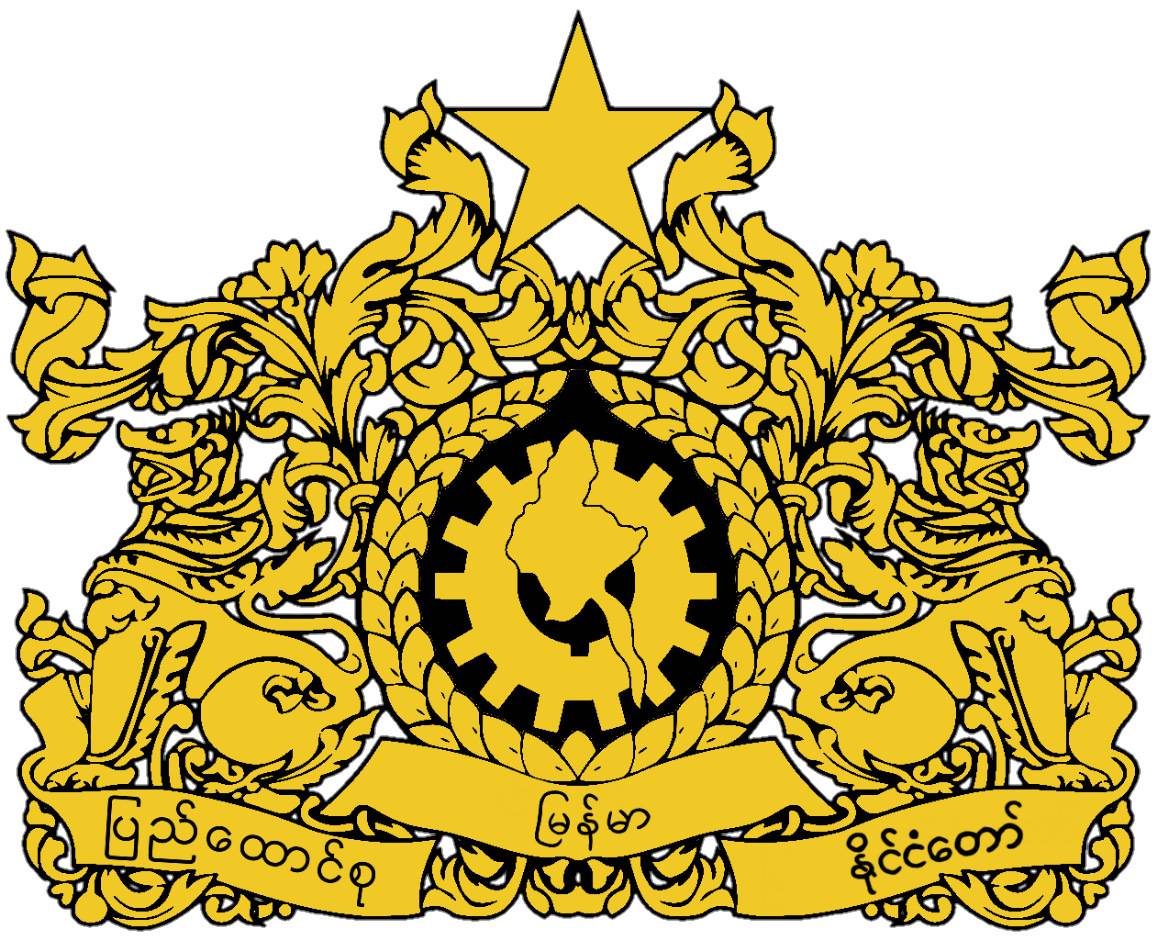
Barmský státní znak (1989–2010)

Nejnovější znak, platný dodnes, byl uveden v ústavě (hlava XIII., článek 438.(a)) z roku 2008 a vychází z pečetě z roku 1974 a upraveném v roce 1989. Oficiálně však byl znak zaveden až 21. října 2010 vydáním zákona Státní rady pro mír a rozvoj č. 9/2010 O státní pečeti.